# Most Likely to Die

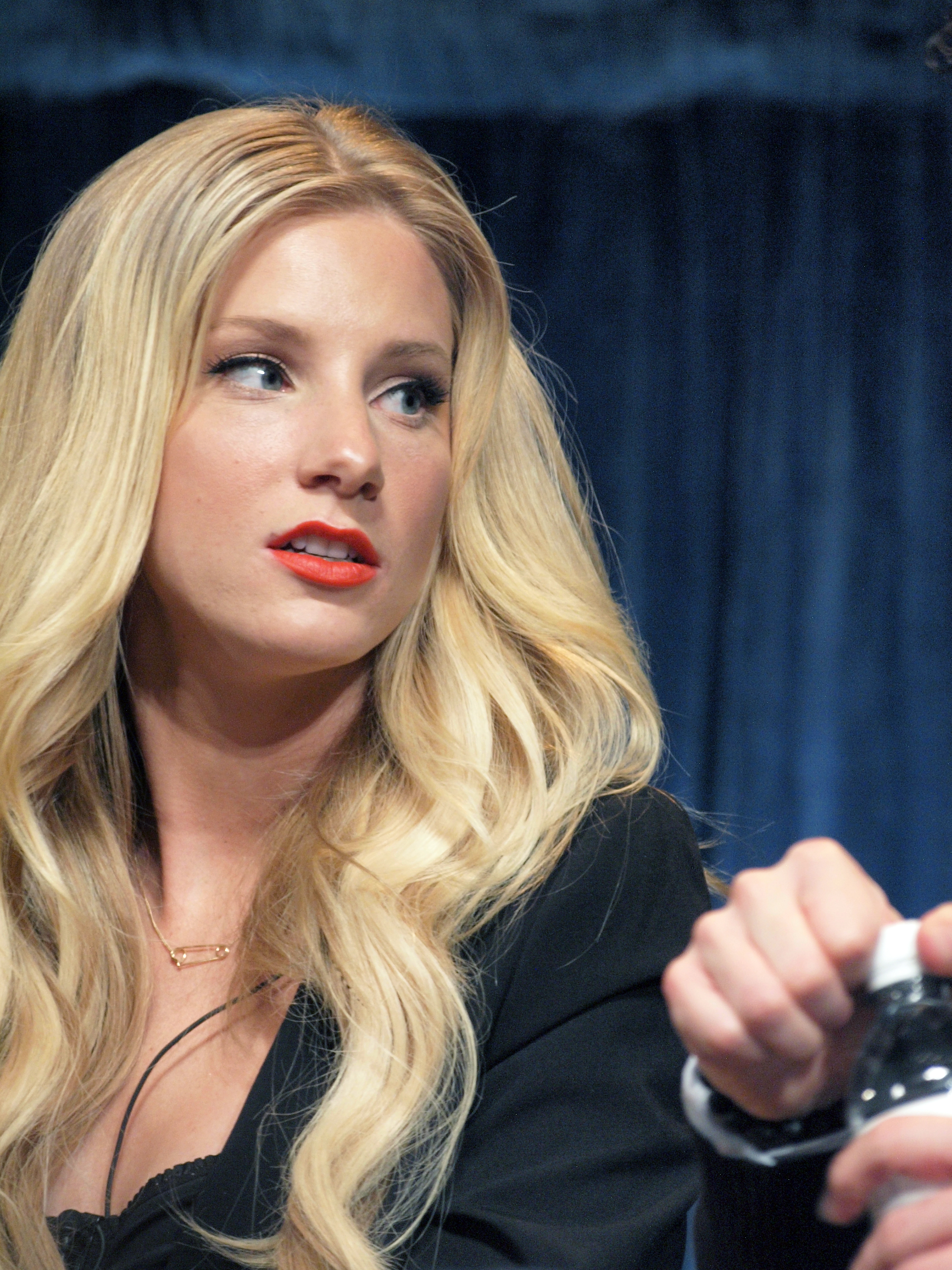
Heather Morris, odtwórczyni roli głównej.

Most Likely to Die (pisownia alternat. Most Likely to... Die) – amerykański film fabularny z 2015 roku, napisany przez Laurę Brennan oraz wyreżyserowany przez Anthony’ego DiBlasi. W rolach głównych wystąpili w nim Heather Morris, Tess Christiansen, Ryan Doom, Chad Addison, Perez Hilton oraz Jake Busey. Most Likely to Die to slasher, którego bohaterowie urządzają przyjęcie z okazji dziesiątej rocznicy ukończenia liceum; zabawę przerywa im bezwzględny morderca. Światowa premiera projektu odbyła się 30 sierpnia 2015 podczas Film4 FrightFest w Wielkiej Brytanii. 13 maja 2016 nastąpiła premiera komercyjna. Odbiór horroru przez krytyków był mieszany, lecz skłaniał się ku pozytywnemu.

## Fabuła
Grupa przyjaciół ma spotkać się odizolowanej od świata willi należącej do jednego z nich. Minęła dokładnie dekada od ukończenia liceum i bohaterowie, którzy nie mieli okazji spotkać się od dawna, planują szampańską zabawę. Gaby dowiaduje się, że na miejscu zjawi się Brad, jej były chłopak, obecnie znany aktor telewizyjny. Dziewczyna nie jest tym faktem ucieszona. Z innymi problemami borykają się Jade, tkwiąca w skrywanym związku z byłą nauczycielką, oraz Freddie, który kilka miesięcy wstecz spowodował wypadek samochodowy kosztujący życie jego partnera. Pomimo utrudnień, uczestnicy przyjęcia bawią się w najlepsze. Niespodziewanie Gaby odkrywa, że na terenie rezydencji ukryto zwłoki jednej z koleżanek. Okazuje się, że po willi grasuje niebezpieczny szaleniec.

## Obsada
- Heather Morris − Gaby
- Ryan Doom − Brad Campbell
- Chad Addison − DJ
- Tess Christiansen − Jade
- Perez Hilton − Freddie
- Tatum Miranda − Bella
- Johnny Ramey − Lamont
- Marci Miller − Simone
- Jason Tobias − Ray Yoder
- Skyler Vallo − Ashley
- Jake Busey − Tarkin
- John Doe − Absolwent

## Produkcja
Projekt kręcono w miejscowości w Topanga, jednostce osadniczej położonej w hrabstwie Los Angeles. Filmowe efekty specjalne opracował Gary J. Tunnicliffe, absolwent szkoły założonej przez Stana Winstona. Tytuł Most Likely to Die odnosi się do tradycji wywodzącej się z amerykańskich szkół średnich, zgodnie z którą uczniowie klas maturalnych zakładają księgi pamiątkowe swojego rocznika. Zdjęcia każdego z maturzystów opatrzone są komentarzem "most likely to...", sugerującym, co podpisany najprawdopodobniej osiągnie po ukończeniu szkoły.

## Wydanie filmu
Światowa premiera Most Likely to Die odbyła się 30 sierpnia 2015 roku w trakcie brytyjskiego festiwalu filmowego FrightFest, organizowanego przez telewizję Film4. Seans miał miejsce w Vue Cinemas w londyńskiej dzielnicy Leicester Square. W piątek, 13 maja 2016 nastąpiła oficjalna premiera komercyjna filmu.

## Recenzje
Stuart Wright, dziennikarz współpracujący z serwisem britflicks.com, chwalił wyobraźnię scenarzystki − przede wszystkim kreatywne metody uśmiercania postaci, lecz krytykował tempo filmu. Albert Nowicki (witryna His Name Is Death) podsumował obraz, pisząc: "Mimo zręczności warsztatowej niektórych przedstawicieli ekipy realizacyjnej Most Likely to Die pozostaje horrorem niedopracowanym. Na każdą świetną, mrożącą krew w żyłach scenę – taką, w której zabójca zapędza Gaby w ślepy zaułek, taką, gdzie inna postać nie dostrzega oprawcy kryjącego się w cieniu – przypada scena bezmyślna i rozczarowująca. Most Likely to Die umili wieczór miłośnikom filmowego slashera, choć w rankingach najlepszych horrorów roku absolutnie się nie znajdzie." Phil Wheat (nerdly.co.uk) wystawił filmowi ocenę w postaci , jako jego zalety podając wygląd czarnego bohatera oraz mroczny humor. Wheat uznał, że Most Likely to Die umiejętnie oscyluje pomiędzy "świetnym slasherem a świetnym pastiszem". Według Kim Newman, piszącej dla strony johnnyalucard.com (także The Kim Newman Website), film Anthony’ego DiBlasi jest "skromnym, lecz dającym się polubić osiągnięciem".